# Hailsham
Hailsham è una cittadina di 19 836 abitanti della contea dell'East Sussex, in Inghilterra.

## Amministrazione

### Gemellaggi
- Gournay-en-Bray, Francia